# Veerle Heeren
Veerle Gaston Maria Heeren (Hasselt, 27 maart 1965) is een voormalig Belgisch politica voor CD&V. Ze was tussen 2013 en 2022 burgemeester van Sint-Truiden.

## Biografie
Heeren doorliep haar humaniora economie-wiskunde bij de Zusters van Maria te Landen. Daarna studeerde ze rechten aan de Vrije Universiteit Brussel, waar ze in 1989 haar licentie behaalde. Dat jaar behaalde ze ook een aggregaat en een Master International and Comparative Law.
In 1990 ging ze aan de slag als bestuurssecretaris bij de Nationale School voor de Fiscaliteit van het Ministerie van Financiën. Vervolgens was zij van 1991 tot 1995 adjunct bij de directeur (juridische dienst) bij de Vlaamse Huisvestingsmaatschappij.

### Politiek
Veerle Heeren werd politiek actief voor de CVP/CD&V en werd lokaal, provinciaal en nationaal actief bij Beweging.net, Femma en het Algemeen Christelijk Vakverbond.
Ze was voor het eerst kandidaat bij de federale verkiezingen van november 1991, als tweede opvolger op de Kamerlijst van de CVP in het arrondissement Hasselt. Bijna drie jaar later, in oktober 1994, werd Heeren voor het eerst verkozen in de gemeenteraad van Sint-Truiden.
Op 21 mei 1995 werd ze bij de eerste rechtstreekse verkiezingen voor het Vlaams Parlement vanop de vijfde plaats van de CVP-lijst verkozen in de kieskring Hasselt-Tongeren-Maaseik. In de legislatuur 1995-1999 werd ze in het Vlaams Parlement vast lid van de commissie Binnenlandse Aangelegenheden, Stadsvernieuwing en Huisvesting en van 1996 tot 1999 was ze tevens lid van de werkgroep Gelijke Kansen voor Mannen en Vrouwen. Na de Vlaamse verkiezingen van 13 juni 1999 legde ze begin juli opnieuw de eed af als Vlaams volksvertegenwoordiger en verving hiermee Theo Kelchtermans die afzag van zijn mandaat. In de legislatuur 1999-2004 werd Heeren vast lid van de commissie Onderwijs, Vorming en Wetenschapsbeleid. Na de Vlaamse verkiezingen van 13 juni 2004 bleef ze volksvertegenwoordiger en werd ook secretaris van het Bureau van het Vlaams Parlement. Tezelfdertijd zetelde ze van 2004 tot 2009 in de commissie Wonen, Stedelijk Beleid, Inburgering en Gelijke Kansen en van 2008 tot 2009 in de commissie Onderwijs, Vorming, Wetenschap en Innovatie. Tijdens haar carrière als parlementslid zou ze zich vooral richten op het beleid rond Wonen en Stadskernvernieuwing, Hoger onderwijs, Gelijke kansen, kinderopvang, ruimtelijke ordening en plattelandsontwikkeling.
Op 6 januari 2009 werd ze kortstondig aangesteld als Vlaams minister van Welzijn, Volksgezondheid en Gezin in de regering-Peeters I. Ze volgde Steven Vanackere op in deze functie. Zelf werd ze in het Vlaams Parlement tijdens haar ministerschap opgevolgd door Lode Ceyssens.
Bij de verkiezingen van 7 juni 2009 bekleedde ze de tweede plaats van de CD&V-lijst in de kieskring Limburg na lijsttrekker Jo Vandeurzen en werd ze opnieuw verkozen in het Vlaams Parlement. Heeren keerde niet terug in de daarop gevormde Vlaamse regering-Peeters II. Van juli 2009 tot eind januari 2012 maakte ze als secretaris terug deel uit van het Bureau van het Vlaams Parlement. Toen Carl Decaluwe op 1 februari 2012 West-Vlaams gouverneur werd, volgde ze hem tot mei 2014 op als eerste ondervoorzitter van het Vlaams Parlement. Als secretaris werd ze vervangen door partijgenoot Koen Van den Heuvel. Ook was Heeren van 2009 tot 2012 lid van de commissie Onderwijs en Gelijke Kansen en van 2009 tot 2014 lid van de commissie Woonbeleid, Stedelijk Beleid en Energie.
Op 25 mei 2014 kwam ze niet meer op voor het Vlaams Parlement, maar werd bij de federale verkiezingen vanop de tweede plaats in Limburg na lijsttrekker Wouter Beke verkozen tot lid van de Kamer van volksvertegenwoordigers. In mei 2019 was ze lijstduwer en raakte niet herkozen. Sinds 12 november 2019 mag ze zich ereondervoorzitter van het Vlaams Parlement noemen. Die eretitel werd haar toegekend door het Bureau van deze assemblee.

### Burgemeester
Na de gemeenteraadsverkiezingen van 2006 was Heeren fractievoorzitster van de 12-koppige CD&V in de Sint-Truidens gemeenteraad. 
Bij de verkiezingen van 2012 werd ze lijsttrekker voor CD&V en werd met 4.678 voorkeurstemmen de populairste politica voor de 4.029 kopstemmen van Ludwig Vandenhove (sp.a). Toen bekend werd dat ze een coalitie zou sluiten met Open Vld, doken er onmiddellijk geruchten op over een voorakkoord. Ze bestuurde tussen 2012 en 2018 met een nipt meerderheidskabinet (17 van de 33 gemeenteraadszetels. Tijdens haar legislatuur zette ze in op de volledige vernieuwing van het rioleringsnet en het publiek domein in de binnenstad, de restauratie van het stadhuis,  de bouw van ontmoetingscentra in de dorpen Zepperen, Runkelen en Aalst, de bouw van een nieuwe Trudo sporthal en sportpark met Lago zwembad en de digitalisering van de stad met de stadsapp met burger meldsysteem. Met de creatie en bouw van Droneport in 2015 op het voormalig militair domein Brustem koos ze voor een innovatieve toekomstgerichte invulling. 
Bij de gemeenteraadsverkiezingen van oktober 2018 werd ze terug lijsttrekker, maar moest met 3.793 voorkeurstemmen de duimen leggen voor oud-burgemeester Ludwig Vandenhove die er 4.084 binnenhaalde. De CD&V werd wel de grootste partij met 25.2% van de stemmen (tien van de 35 zetels). Heeren werd opnieuw burgemeester in een ruime meerderheid van 24 zetels op 35 in coalitie met Open Vld en N-VA. Heeren nam ontslag als burgemeester halverwege haar termijn op 16 september 2022. 
Na 30 jaar actieve gemeentepolitiek besloot ze om zich geen kandidaat meer te stellen voor de verkiezingen van oktober 2024. Haar actieve politieke loopbaan liep ten einde in januari 2025, toen de nieuwe gemeenteraad werd geïnstalleerd.

## Eretekens
- 2019: Grootofficier in de Leopoldsorde.[24]